# 高速長田站

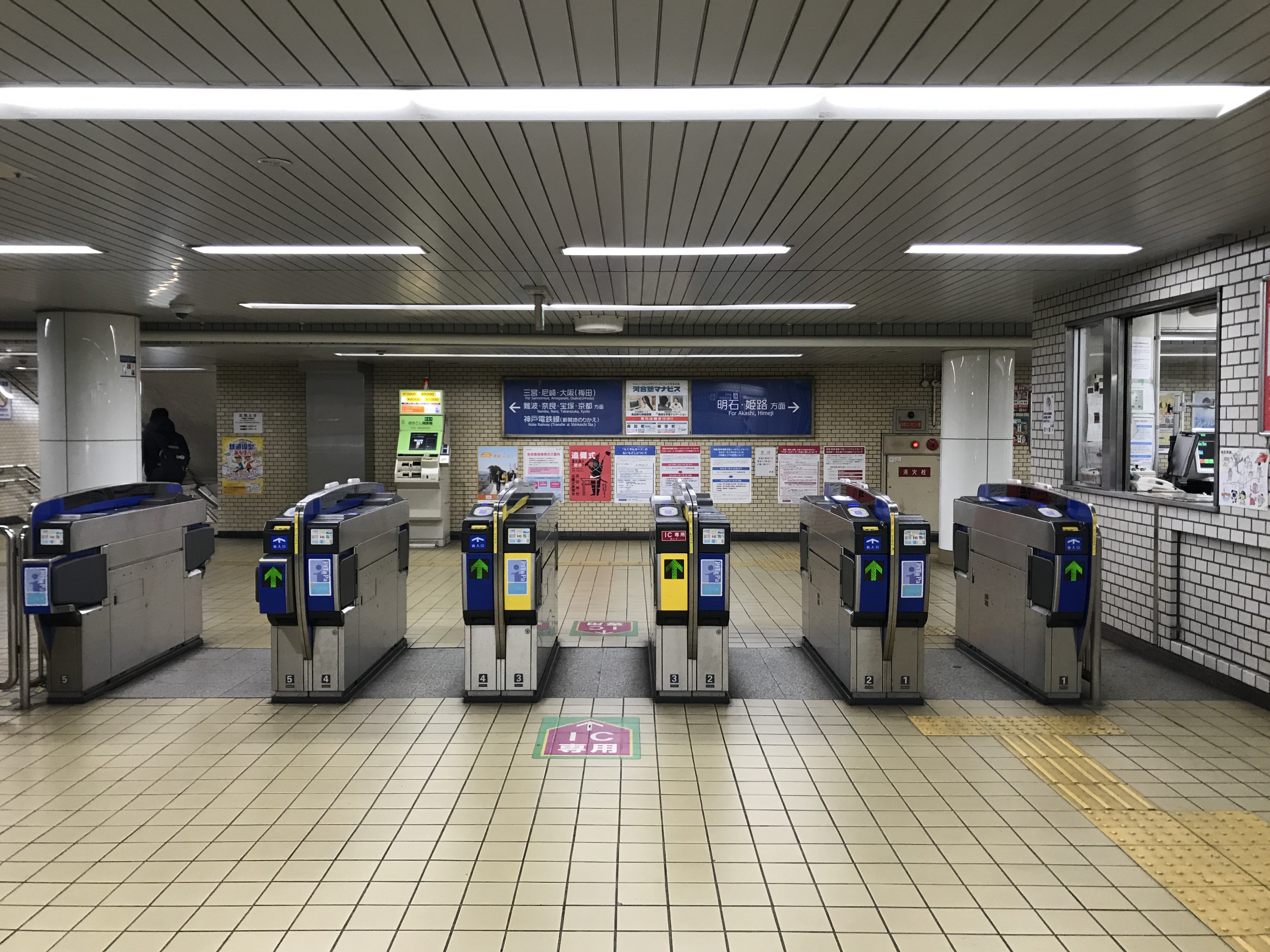
驗票閘口 (2019年2月)

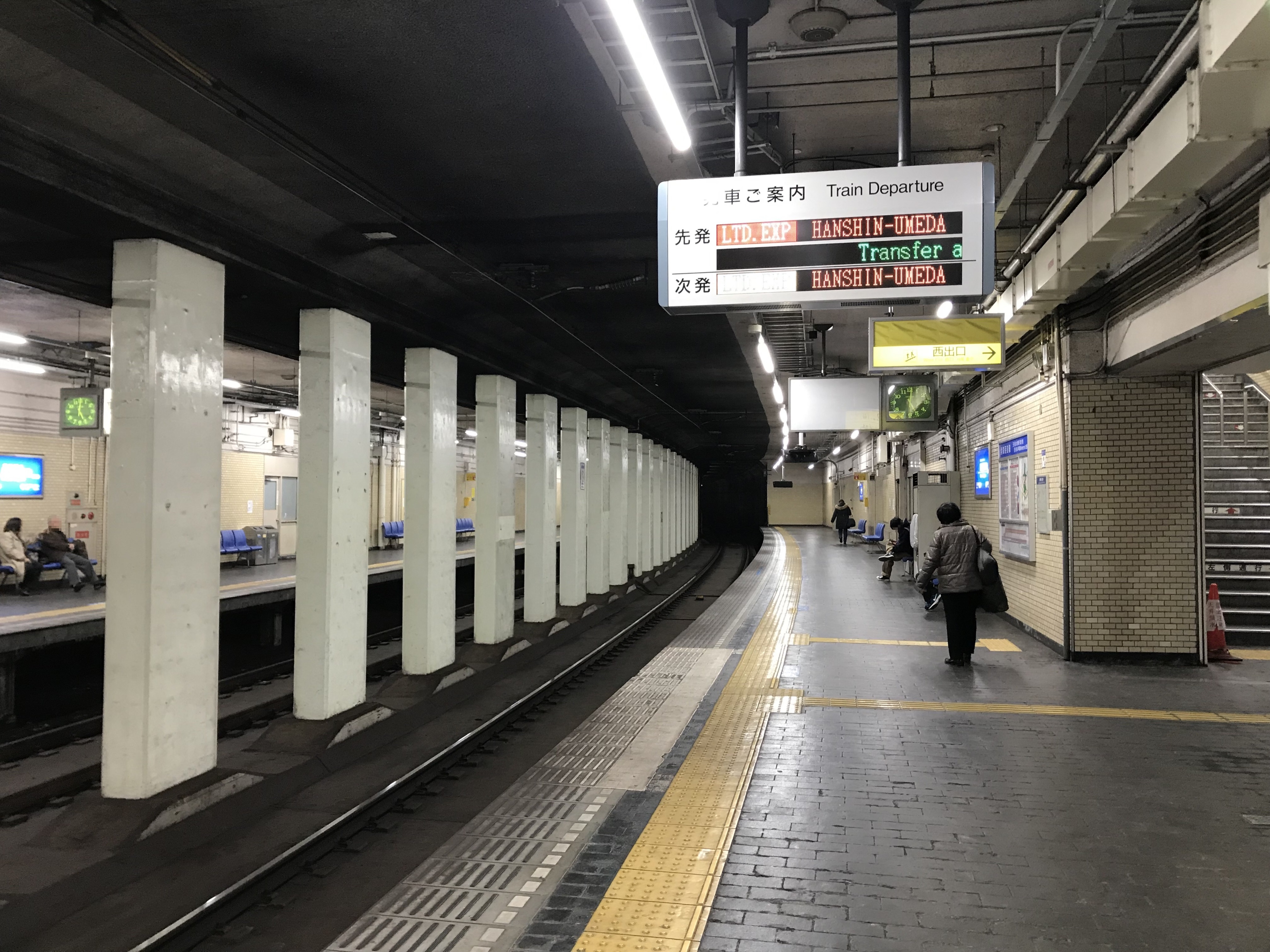
月台 (2019年2月)

高速長田站（日语：／ Kosoku-Nagata eki */?）是位於兵庫縣神戶市長田區北町，屬於阪神電氣鐵道神戶高速線的車站。車站編號為「HS38」。

## 概要
此站前後區間是由神戶高速鐵道擁有（路線名為「東西線」，第三種鐵道事業者）。由阪神電氣鐵道在該路線上營運（路線名為「神戶高速線」，第二種鐵道事業者）。在2010年翻新車內設施（車站資訊板後），車站出入口一切不會顯示神戶高速鐵道，會以「阪神 神戶高速線 (HANSHIN KOBEKOSOKU LINE) 」標記。同時在翻新前，只在月台站名牌上標記副站名「長田神社前」，在翻新後於車站出入口的站名牌上，以及列車進站時會廣播副站名。
此站可以轉乘神戶市營地下鐵西神·山手線長田站（副站名：長田神社前）。

## 歷史

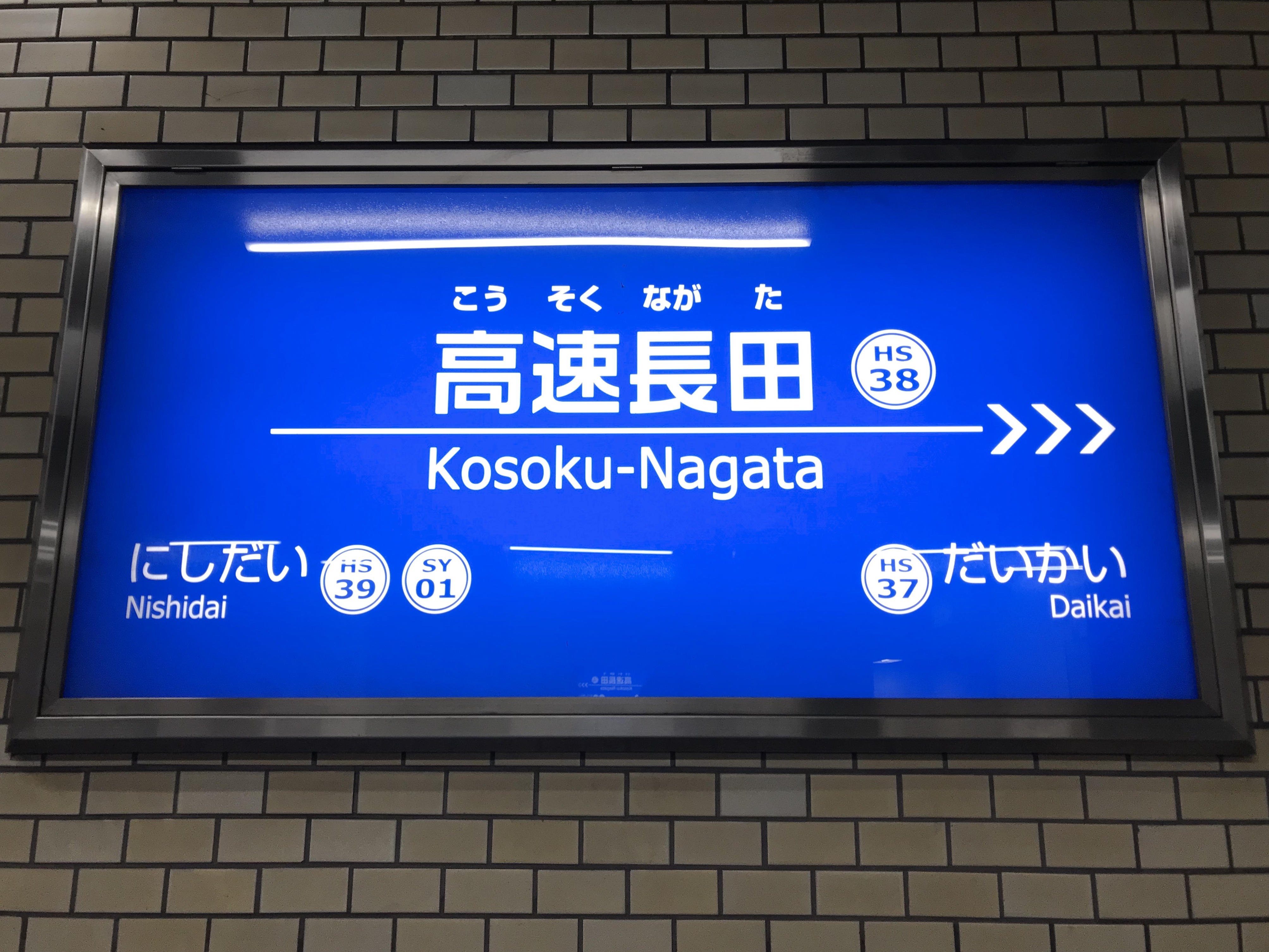
引入車站編號後的站名牌

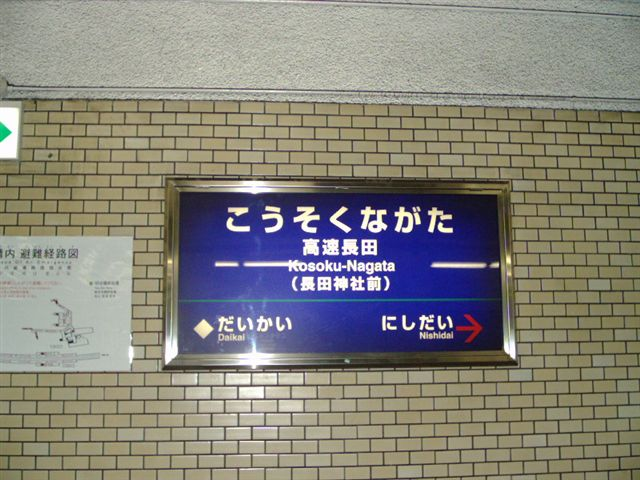
2010年9月前的站名牌

- 1968年（昭和43年）4月7日 - 神戶高速鐵道開通，此站啟用。
在啟用前日，於此站約100米西邊地面設有山陽電氣鐵道本線長田站（日语：長田駅 (山陽電気鉄道)）。
- 1986年（昭和61年）12月31日 - 引入自動閘機（日语：自動改札機）。
- 1995年（平成7年）
  - 1月17日 - 發生阪神大地震。此站暫停使用[2]。
  - 6月18日 - 此站至（山陽）西代站之間重開[1][3]。
  - 8月13日 - 新開地站至此站重開，神戶高速全線重開[1]。
- 1999年（平成11年）12月1日 - 在當地居民長年要求下，加入副站名「長田神社前」（同日，市營地下鐵長田站也同様加設副站名）。
- 2009年（平成21年）6月1日 - 此站加設無障礙設施，新設東大堂和東出口並開始使用。而一直存在的大堂、出口名為西大堂、西出口。
- 2010年（平成22年）10月1日 - 在該日前，站名牌使用阪神電氣鐵道的樣式（而副站名「長田神社前」不再標記在站名牌上）。山陽電氣鐵道和阪急電鐵第二種鐵道事業廢止。山陽電氣鐵道繼續駛入此站。
- 2014年（平成26年）4月1日 - 引入車站編號。

## 車站構造

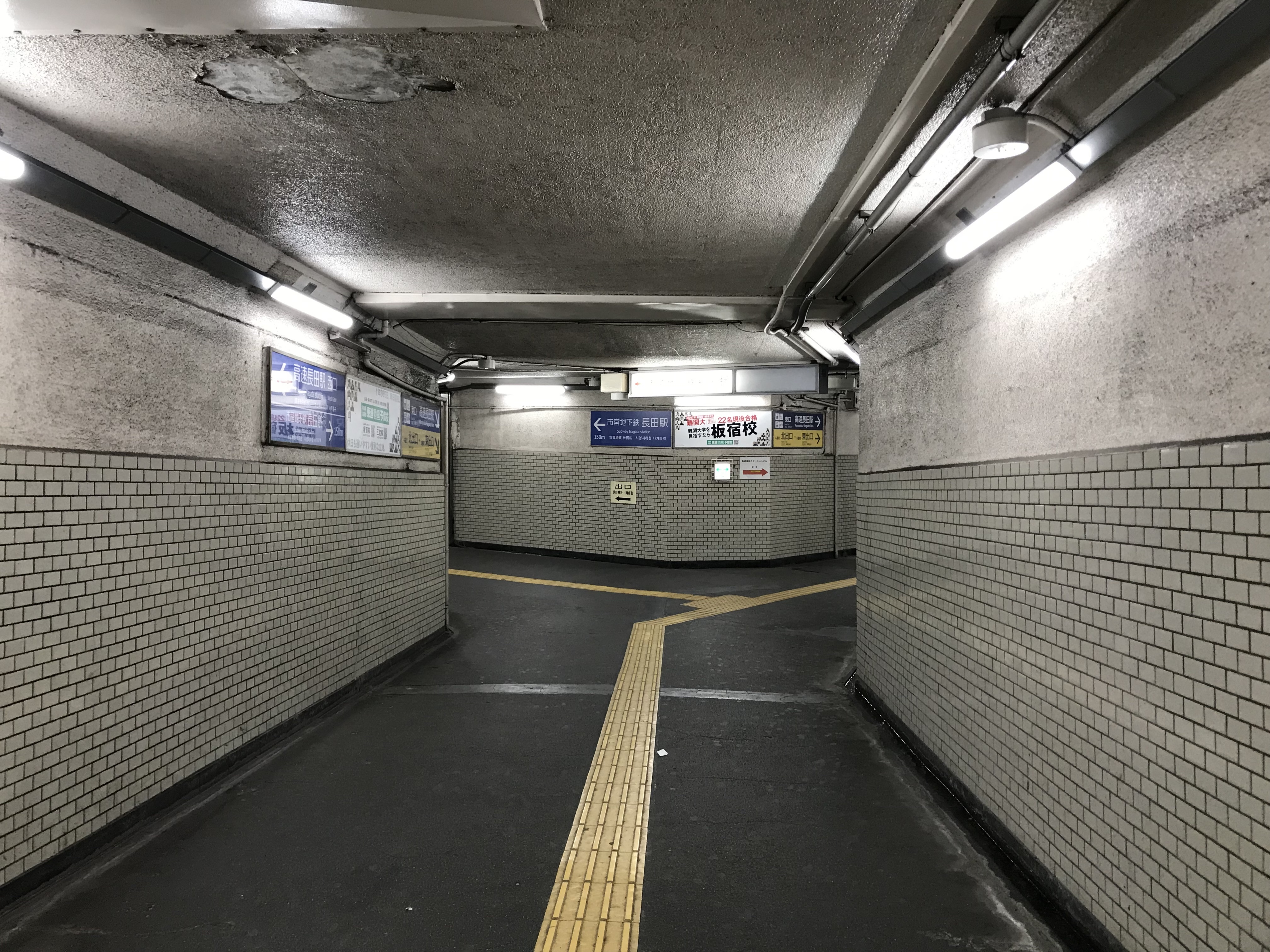
地下聯絡通道 (2019年2月)

本站是地下車站，設有2面2線的相對式月台。驗票閘口與車站大廳在地下1樓，月台則在地下2樓。驗票口位於東大廳和西大廳共2處。而西大廳設有連接通道前往神戶市營地下鐵長田站。雙方閘口間距200米，在轉乘地下鐵時，於板宿站轉乘比較方便。但若前往高速神戶站方向與地下鐵名谷站方向時，在此站轉乘的車資比較平宜。
在上述提及，在1968年4月6日前，在長田站或板宿站至姬路站各站之間使用山陽車資，在神戶高速鐵道啟用後，由於在西代站跨越鐵路公司路線，現時車資計算為山陽的車資+神戶高速初乘的車資之和，因此比較貴。
根據國土交通省計劃，在2006年尾，此站開始建設升降機或人工肛門對應設備之使用者使用的多功能廁所，開始進行無障礙化工程。在2009年6月1日，東大廳和東出口落成並開始使用。此站以往在月台上只有1條疏散路線，在地下車站時會構成防災問題，因此開設東邊的東大廳。在翻新工程後同時解決防火問題。另外此工程繼阪神大地震使沉降的大開站進行復收工程後，在神戶高速線內另一個大規模改善工程。在兩大廳中可購買前往阪神難波線各站的連絡車票。而站內設有自動體外心臟去顫器 (AED)。

### 月台
| 月台 | 路線       | 上下行 | 方向                                                                        |
| ---- | ---------- | ------ | --------------------------------------------------------------------------- |
| 1    | 神戶高速線 | 上行   | 三宮、尼崎、大阪梅田、難波、奈良、寶塚、京都方向 神戶電鐵線（在新開地轉乘） |
| 2    | 神戶高速線 | 下行   | 明石、姬路方向                                                              |

## 車站周邊
- 長田神社

公共設施
- 長田區公所
- 長田警署（日语：長田警察署）
- 神戶市消防局（日语：神戸市消防局）長田消防署
- 長田稅務署
- 神戶長田神社通郵局
- 神戶御藏郵局

學校
- 神戶村野工業高等學校（日语：神戸村野工業高等学校）
- 兵庫縣立湊川高等學校（日语：兵庫県立湊川高等学校）
- 兵庫縣立兵庫高等學校（日语：兵庫県立兵庫高等学校）
- 兵庫縣立長田商業高等學校（日语：兵庫県立長田商業高等学校）
- 兵庫縣立長田高等學校（日语：兵庫県立長田高等学校）
- 兵庫縣立青雲高等學校（日语：兵庫県立青雲高等学校）
- 阪神自動車航空鐵道専門學校（日语：阪神自動車航空鉄道専門学校）
- 神戶學院大學法科大學院

醫療機構
- 西市民醫院（日语：神戸市立医療センター西市民病院）
- 兵庫醫院
- 公文醫院
- 佑康醫院
- 吉田醫院

商業施設
- 長田神社前商店街
- Life 長田店
- Daiei（日语：ダイエー） gourmet city（日语：グルメシティ）長田店

金融機構
- 三井住友銀行長田分店
- 姬路信用金庫（日语：姫路信用金庫）神戸西分店

其他
- 神戶長田出入口（日语：神戸長田出入口）

## 巴士路線
神戶市巴士 地下鐵長田站前巴士站
- 3（日语：神戸市バス松原営業所#3系統）　名倉町、夢野巡回 吉田町方向
- 3　和田岬巡回 吉田町方向
- 4（日语：神戸市バス松原営業所#4系統）　大日丘住宅前
- 4　經兵庫站前 前往神戶站前
- 9（日语：神戸市バス松原営業所#9系統）　經大學醫院前往神戶站前
- 9　吉田町
- 13（日语：神戸市バス松原営業所#13系統）　經板宿前往新長田站
- 13　經兵庫站前前往神戶站前
- 17（日语：神戸市バス松原営業所#17系統）　經新長田站前往駒林公園
- 17　幸福之村（日语：しあわせの村）
- 81（日语：神戸市バス松原営業所#81系統）　經東尻池2丁目前往須磨一之谷
- 81　經西代、新長田站前往須磨一之谷

## 相鄰車站
阪神電氣鐵道
 神戶高速線
■直通特急（A直特）
新開地（HS36）－高速長田（HS38）－板宿（SY02）（山陽電鐵本線）
■直通特急（B直特）、■S特急、■特急、■■普通
大開（HS37）－高速長田（HS38）－西方（HS39/SY01）
- A直特指類別幕為紅色（直通特急）。B直特指類別幕為黃色（直通特急），後者在阪神三宮站至板宿站之間各站停車。

## 注腳
1. 1 2 3  . 鐵道迷 (交友社). 1996-12, 36 (12): 71–75.
2. ↑  在此車站的41條中，16條有破損[1]。
3. ↑  被破損的柱會進行補修，在柱身加上鋼板，在破損特別嚴重的5條柱中，增設了加固柱。
4. ↑  前往難波、奈良方向的乘客需要在尼崎站轉乘。前往寶塚、京都方向的乘客需要在新開地站或高速神戶駅轉乘阪急列車。

## 外部連結
- 高速長田（路線圖、車站資訊） - 阪神電氣鐵道